# Pustoryl
Pustoryl (Philadelphus) je rod rostlin patřící do čeledě hortenziovité (Hydrangeaceae). Jsou to opadavé nebo řidčeji stálezelené keře s jednoduchými vstřícnými listy a bílými květy. Jsou rozšířeny ve východní Asii a Severní a Střední Americe, pustoryl věncový roste jako jediný zástupce v jižní Evropě a na Kavkaze. Pustoryly jsou hojně pěstovány jako okrasné keře, ceněné zejména pro nápadné a často silně vonné květy. Bylo vyšlechtěno množství zahradních kultivarů.

## Synonyma
Česká synonyma: jasmín, nepravý jasmín.

## Popis
Pustoryly jsou opadavé nebo stálezelené, vzpřímené nebo výjimečně šplhavé keře s jednoduchými vstřícnými listy. Větve jsou vzpřímené nebo převislé. Borka je často papírovitě odlupčivá. Listy jsou celokrajné nebo na okraji pilovité. Žilnatina je od báze 3 až 5-žilná. Květy jsou uspořádané v hroznech, latách či vrcholících, řidčeji jednotlivé. Květy jsou nejčastěji čtyřčetné, řidčeji pětičetné, většinou vonné. Koruna je bílá nebo nažloutlá, korunní lístky jsou okrouhlé, obvejčité nebo eliptické. Květy obsahují větší počet tyčinek (13 až mnoho) s plochými nitkami. U zahradních kultivarů mají tyčinky často podobu korunních lístků a květy jsou plnokvěté. Semeník je spodní nebo polospodní, se 4 (5) komůrkami obsahujícími mnoho vajíček. Čnělka je členěná ve 4 (3 až 5) ramena zakončená kyjovitou až kopisťovitou a sbíhavou bliznou, případně jsou čnělky téměř až k bázi volné. Plodem je tobolka pukající 4 (5) chlopněmi a obsahující mnoho drobných semen. Semena jsou elipsoidní, na povrchu síťovaná.

## Rozšíření
Rod pustoryl zahrnuje asi 70 druhů. Je rozšířen zejména ve východní Asii, v menší míře i v Severní a Střední Americe. Pustoryl věncový (Philadelphus coronarius) se jako jediný původní zástupce vyskytuje i v jižní Evropě a na Kavkaze. V České republice občas rostou zplaněle některé pěstované druhy. Vyskytují se zejména na ruderálních stanovištích, v křovinách, lesících a lesních lemech.

## Taxonomie
V současné taxonomii (systém APG III) je rod Philadelphus řazen do čeledi hortenziovité (Hydrangeaceae). Ve starší taxonomii se lze setkat se zařazením do čeledí lomikamenovité (Saxifragaceae), pustorylovité (Philadelphaceae) aj.

## Kultivary
Ve větším počtu zahradních kultivarů je pěstován pustoryl věncový (Philadelphus coronarius), pustoryl vrcholičnatý (P. x cymosus), pustoryl Lemoineův (P. x lemoinei), pustoryl mnohokvětý (P. x polyanthus), pustoryl červenoskvrnný (P. x purpureo-maculatus) a pustoryl panenský (P. x virginalis). Některé kultivary mají nejistý původ a není známa jejich rodičovská kombinace. Kultivary hybridních druhů jsou často uváděny jako Philadelphus hybr. + jméno kultivaru, a to i v případě že je jméno hybridního druhu známo (např. Philadelphus x virginalis 'Schneesturm' jako Philadelphus hybr. 'Schneesturm').

## Zástupci
- pustoryl červenoskvrnný (Philadelphus x purpureo-maculatus)
- pustoryl Delavayův (Philadelphus delavayi)
- pustoryl drsnokališný (Philadelphus dasycalyx)
- pustoryl Falconeriho (Philadelphus x falconeri)
- pustoryl chlupatý (Philadelphus hirsutus)
- pustoryl kalifornský (Philadelphus californicus)
- pustoryl kansenský (Philadelphus kansuensis)
- pustoryl krátkohrozný (Philadelphus brachybotrys)
- pustoryl květnatý (Philadelphus floridus)
- pustoryl Lemoineův (Philadelphus x lemoinei)
- pustoryl Lewisův (Philadelphus lewisii)
- pustoryl malolistý (Philadelphus microphyllus)
- pustoryl mnohokvětý (Philadelphus x polyanthus)
- pustoryl monstrózní (Philadelphus x monstrosus)
- pustoryl načervenalý (Philadelphus purpurascens)
- pustoryl našedlý (Philadelphus subcanus)
- pustoryl nevonný (Philadelphus inodorus)
- pustoryl panenský (Philadelphus x virginalis)
- pustoryl pekinský (Philadelphus pekinensis)
- pustoryl plstnatý (Philadelphus tomentosus)
- pustoryl převislý (Philadelphus x pendulifolius)
- pustoryl pýřitý (Philadelphus pubescens)
- pustoryl řadozubý (Philadelphus sericanthus)
- pustoryl řídkokvětý (Philadelphus laxiflorus)
- pustoryl Satsumův (Philadelphus satsumanus)
- pustoryl shikokský (Philadelphus shikokianus)
- pustoryl Schrenkův (Philadelphus schrenkii)
- pustoryl sněžný (Philadelphus x nivalis)
- pustoryl srdčitý (Philadelphus cordifolius)
- pustoryl stěsnaný (Philadelphus x congestus)
- pustoryl stříbrokališný (Philadelphus argyrocalyx, syn. pustoryl arizonský)
- pustoryl šedý (Philadelphus incanus)
- pustoryl tenkolistý (Philadelphus tenuifolius)
- pustoryl tříkvětý (Philadelphus triflorus)
- pustoryl věncový (Philadelphus coronarius)
- pustoryl vrbolistý (Philadelphus salicifolius)
- pustoryl vrcholičnatý (Philadelphus x cymosus)
- pustoryl význačný (Philadelphus insignis)[2][8]

## Použití
Některé druhy lze v ČR použít jako okrasné rostliny. Některé druhy lze použít jako efektní solitéry, ale nejvíce jsou používány ve skupinách a nebo ve volně tvarovaných živých plotech. Doporučuje se nevysazovat intenzivně vonící druhy v blízkosti často otvíraných oken.